# Mikiai Naim
Mikiai Salim Naim –en búlgaro, Микяй Салим Наим– (4 de noviembre de 1997) es un deportista búlgaro que compite en lucha libre. Ganó una medalla de plata en el Campeonato Europeo de Lucha de 2023, en la categoría de 65 kg.

## Palmarés internacional
| Campeonato Europeo | Campeonato Europeo | Campeonato Europeo | Campeonato Europeo |
| Año                | Lugar              | Medalla            | Categoría          |
| ------------------ | ------------------ | ------------------ | ------------------ |
| 2023               | Zagreb (Croacia)   | Medalla de plata   | 65 kg              |